# NGC 469
NGC 469 is een spiraalvormig sterrenstelsel in het sterrenbeeld Vissen. Het hemelobject ligt 167 miljoen lichtjaar van de Aarde verwijderd en werd op 3 november 1864 ontdekt door de Duitse astronoom Albert Marth.

## HD 7981
Vanaf de aarde gezien bevindt het stelsel NGC 469 zich schijnbaar net ten noordnoordoosten van de ster HD 7981. Amateurastronomen kunnen HD 7981 aanwenden als gidsster om NGC 469 op te sporen.

## Synoniemen
- PGC 4753
- MCG 2-4-23
- ZWG 436.24